# 현대그룹
현대그룹(영어: Hyundai Group, 現代그룹)은 1950년 1월 10일 출범한 현대건설을 모태로 하여 정주영 회장이 창업한 대한민국의 기업집단이었다. 1977년부터 2000년까지 24년 동안 대한민국 내 자산총액기준 재계서열 1위의 대규모 기업집단으로 자리잡아왔으나, 2000년 가을의 2세대 오너들 간 경영권 분쟁, 2001년 3월 창업주 정주영의 사망과 현대그룹의 대대적인 구조조정, 계열사들의 분할·해체로 인해 사업부문별 계열 분리(소그룹화)를 겪으면서 규모가 상당히 축소되었다.
2017년 기준으로, 한때 재계 서열 1위였던 현대그룹은 최근 현대상선마저 계열 분할되면서 공정거래위원회가 정하는 대규모 기업집단(자산 규모 5조원 이상)에서 제외되어 '중견기업'의 신분이 되었다.
그러나 이번에 현대그룹이 2012년 당시 매각한 연지동 본사 사옥을 5년 만에 되찾는 것을 계기로 현정은 회장의 그룹 재건 작업이 본격화할 것이라고 관측되고 있다.
현대그룹을 위기에 빠뜨렸던 현대상선이 2016년 7월 계열 분리되면서 그룹도 점차 안정을 찾고 있으며, 그룹 주축이었던 현대상선과 현대증권(현 KB증권)·현대택배 (현 롯데글로벌로지스) 등이 떨어져 나가면서 규모 면에서 매우 작아졌지만, 현대엘리베이터와 현대아산을 중심으로 고군분투하며 재건을 모색하고 있다.
그룹의 '지주회사' 격인 현대엘리베이터의 승강기 설치 대수는 2017년 2·4분기 5,825대로 전년 동기 5,024대보다 16% 급증했다. 2017년 6월에는 창사 이래 최초로 월간 설치 대수가 2,000대를 넘겼다. 국내 신용평가사들은 ‘현대상선 지원에 따른 자금 부담'이 사라졌다’면서 잇따라 신용 등급을 상향 조정했다. 지속 가능한 성장을 위해 점유율 1위인 국내 시장에 만족하지 않고 해외로 눈을 돌려 해외 법인 수도 계속해서 늘리고 있다.
현대아산은 2004년 중단했던 크루즈관광 사업을 2017년 재개하기도 하였다.
현대그룹은 신사업 발굴을 위해 현대투자네트워크에서 현대투자파트너스로 변경했다.

## 연혁

### 일제강점기 ~ 한국전쟁
- 1934년 정주영(鄭周永), 서울에서 쌀장사 (경일상회) 시작
- 1940년 ~ 1943년 아도서비스 설립, 운영
- 1946년 현대자동차공업사 설립
- 1947년 5월 현대토건사 설립
- 1950년 1월 현대건설주식회사 창립

### 창업기
현대그룹의 모태인 현대건설은 6·25 동란기 미군 하청공사에 동원되면서 성장궤도에 진입했으며 한국전쟁 이후 복구사업을 수행하여 엄청난 부를 축적하였으며, 1960년대 중반부터는 대한민국 건설시장의 한계를 느끼기 시작하여 대한민국 건설업계로서는 최초로 해외로 진출하였다.
- 1958년 5월 제1한강교(한강대교) 복원공사 완료
- 1964년 6월 현대 시멘트공장 준공
- 1965년 1월 제2한강교(양화대교) 준공
- 1965년 9월 태국 파라타니 나라티왓 고속도로 건설공사 수주 (대한민국 건설업계로서는 최초 해외진출)
- 1966년 1월 베트남 캄란만 준설공사 수주
- 1967년 12월 현대자동차주식회사 설립, 미국 포드 사와 기술제휴

### 형성기
1968년부터 현대건설은 건설업을 통해 벌어들인 자금력을 바탕으로 당시 정부 주도의 중화학공업 추진책에 힘입어 자동차 사업과 조선 사업에 뛰어들었으며 마침내 1971년 현대그룹이 정식 출범하였다.
- 1968년 2월 경부고속국도 착공, 경부고속국도 건설공사 참여 (건설구간의 40% 담당)
- 1968년 11월 현대자동차
- 1969년 12월 시멘트사업부 현대시멘트주식회사로 분사
- 1970년 3월 현대건설주식회사 조선사업부 발족
- 1971년 1월 정주영, 제1대 현대그룹 회장 취임
- 1972년 3월 울산 현대조선소 기공
- 1973년 12월 현대조선중공업주식회사 설립 (현대중공업주식회사의 전신)
- 1974년 6월 현대조선소 1단계 준공
- 1975년 7월 현대미포조선소 사업개시
- 1976년 1월 현대자동차 포니 시판
- 1976년 3월 아세아상선주식회사 설립 (현대상선주식회사의 전신)
- 1976년 7월 사우디 주베일 항만 공사 수주 (외화 9억3000만달러 획득)
- 1978년 1월 현대자동차 포니 유럽 진출
- 1978년 2월 사명을 현대조선중공업주식회사에서 현대중공업주식회사로 변경
- 1978년 5월 현대중공업에서 인천제철 인수 인계
- 1980년 6월 현대그룹중앙연수원 설립
- 1982년 4월 싱가포르 마리나센터 착공
- 1983년 2월 현대전자산업주식회사 설립
- 1983년 8월 현대상선주식회사 출범 (아세아상선 사명 변경)
- 1984년 5월 현대엘리베이터 주식회사 설립
- 1985년 10월 현대해상화재보험 출범 (동방화재해상보험 사명 변경)
- 1985년 11월 현대자동차 쏘나타 시판
- 1986년 2월 현대자동차 엑셀 미국 진출
- 1986년 4월 현대 반도체연구소 설립. 고리 원자력발전소 3·4호기 준공
- 1986년 10월 현대전자산업 이천공장 준공

### 확장기
현대그룹의 사업확장이 거둔 성공은 현대 그룹에 탄탄한 자금력을 가져다 주었음은 물론, 대한민국 사회 변화에 상당한 영향을 끼쳤으며, 이를 기회로 삼아 이 시기부터 창업주인 정주영이 본격적으로 정계 진출을 선언함으로써 기존의 현대그룹은 정세영, 이명박 등 전문 경영인이 이끄는 체제로 바뀌게 된다.
- 1987년 1월 정세영(鄭世永), 제2대 현대그룹 회장 취임 (현대자동차 회장 겸임)
- 1987년 11월 정몽준(鄭夢準), 현대중공업 회장 취임
- 1989년 5월 현대전자 농구단 창단 (현 전주 KCC 이지스)
- 1989년 10월 현대전자산업 개인용 컴퓨터 대한민국 최초 일본 수출
- 1990년 2월 현대자동차 스포츠카 스쿠프 시판
- 1990년 10월 현대자동차 엘란트라 시판
- 1991년 5월 현대전자산업 신 CI 도입
- 1991년 5월 현대정공 갤로퍼 시판
- 1993년 3월 현대정공 자기부상열차 개발 완료
- 1993년 6월 금성사 카메라라인 인수 인계, 극동정유 경영권 인수 인계
- 1993년 7월 현대정유주식회사 출범
- 1993년 11월 현대정공 고속철도차량 주 제작사 선정
- 1994년 12월 전북 다이노스 창단 (현 전북 현대 모터스)
- 1995년 8월 현대건설 서산간척지 준공
- 1995년 12월 현대전자산업 대한민국 10대 제조업체 진입

### 2세대 오너체제 돌입
창업주인 정주영이 정계에서 입지를 굳히는데 실패한 이후 정몽구, 정몽헌 등 2세대가 그룹을 이끄는 체제로 바뀌게 된다. 한편 이 시기 현대는 일관제철소 건립을 시도하였고 기아자동차 인수 인계를 통한 규모의 경제실현을 이끌어냈으며 첫 모체 진로그룹의 부실로 위기에 처한 GTV 인수 물망에 오르기도 했다. 이렇게 기틀이 잡혀가는 시기 현대그룹은 국민의 정부의 햇볕정책과 동시에 대북 사업을 본격적으로 추진한다.
- 1996년 1월 정몽구(鄭夢九), 제3대 현대그룹 회장 취임, 가치경영 선언
- 1996년 5월 현대자동차 다이너스티 시판
- 1996년 10월 현대자동차 화성 남양기술연구소 준공
- 1996년 12월 현대중공업 기업공개, 주식 상장
- 1998년 1월 정몽헌(鄭夢憲), 현대그룹 공동 회장으로 선임
- 1998년 6월 정주영 명예회장, 대규모 소떼 방북
- 1998년 10월 기아자동차와 아시아자동차공업 매각 국제입찰에서 인수 인계 우선협상 대상자 선정
- 1998년 11월 금강산관광 시작
- 1999년 1월 3일 현대해상화재보험 계열 분리
- 1999년 2월 아산 설립 (현대아산의 전신)
- 1999년 3월 기아자동차 및 기아 계열사 인수
- 1999년 4월 현대자동차 최고급세단 에쿠스 발표
- 1999년 6월 30일 기아 계열사 중 하나인 아시아자동차공업은 기아자동차에 흡수 합병됐으며 그 탓인지 기아자동차가 당시 인수된 그룹인 해당 그룹(현대)에 속했던 현대자동차가 모기업인 전북 현대 다이노스가 이 날(VS 안양LG), 7월 7일(VS 천안일화), 8월 21일 (VS 울산현대), 8월 25일 (VS 천안일화) 프로축구 경기를 아시아자동차 공장이 있었던 광주에 위치를 둔 무등경기장에서 홈경기를 치름.

### 소그룹화 (계열 분할)
현대그룹은 김대중 정부의 구조조정과 빅딜 정책계획에서 현대그룹 밀어주기 정책의 일환으로 사업부문별 전문화를 구상하였으나, 결국 사업부문별 소그룹화라는 밑그림을 그려나가게 된다. LG반도체, 한화에너지 정유부문 한화에너지프라자 인수합병으로 엄청난 빚을 떠맡게 됨과 동시에 2세대 오너 간 경영권 분쟁과 더불어서 유동성위기에 직면하면서 현대계열의 모든 계열사들의 주가폭락과 현대그룹의 비리가 완전히 드러나면서 1977년부터 재벌 재계서열 1위를 지켜왔던 현대그룹이 2001년부터 삼성그룹과 LG그룹에게 각각 1위, 2위 자리를 내줌과 동시에 현대그룹의 위상이 완전히 추락하였다. 그러나 정주영 명예회장의 현대는 여러재계로 나뉘었어도 현대자동차그룹은 재계 1, 2위권을 대신 지켜내고 있다.
- 1999년 7월 현대전자산업, LG반도체 인수 인계
- 1999년 8월 2일 현대산업개발 계열 분할[3]
- 1999년 8월 현대중공업 주식 상장
- 1999년 10월 현대반도체 흡수 합병.
- 1999년 12월 한화에너지 및 한화에너지프라자 흡수 합병.
- 2000년 1월 현대정유 계열 분할.
- 2000년 3월 제1차 재벌 왕자의 난 발발, 정몽헌 단독회장 체제로 전환.
- 2000년 5월 제2차 재벌 왕자의 난 발발, 3부자 동반퇴진 선언.
- 2000년 8월 현대자동차 및 관계사 계열 분할으로 현대자동차그룹 형성.
- 2001년 3월 현대전자산업 부도, 그 해 8월 현대그룹에서 다른 회사로 완전히 분할되어 하이닉스반도체(현 SK하이닉스) 설립.
- 2001년 3월 21일 정주영 명예회장 타계.
- 2001년 3월 인천국제공항철도 설립
- 2001년 8월 현대건설 관계사, 현대그룹에서 분할, 현대건설그룹 형성.
- 2002년 2월 현대중공업 관계사 계열 분할 현대중공업그룹 형성.
- 2003년 8월 정몽헌 회장 계동사옥에서 투신자살, 현정은 회장 돌연승계.

### 현정은 회장 체제 출범
2003년 8월 정몽헌 회장의 투신자살 이후에 돌연승계한 현정은 회장이 같은 해 10월 회장으로 취임하면서 현대그룹은 여성경영인에 의해 이끌어졌다. 이 시기부터 현대그룹은 해운, 물류, 금융 등의 사업축을 구성한 기업집단으로 다시 자리잡았으며 선대 경영자들의 유지를 받들어 대북 사업을 지속해나갔다. 그러나 2008년 금강산 피격사건 이후 남북관계가 악화 조짐을 보이면서 대북 사업의 차질을 빚게 되었고, 이는 현대그룹이 정상적인 기업활동을 하는데 부담을 주는 계기가 되었고, 때문에 현대에서는 그룹 차원에서 신성장동력의 마련이 절실히 필요하였다. 대표적인 예로 2010년에 진행한 현대그룹의 모태인 현대건설의 인수 인계를 적극적으로 추진한 행보는 이를 자세하게 입증해주었으나 결국 현대자동차그룹이 현대건설을 인수하고 말았다.
- 2003년 10월 현정은(玄貞恩), 현대그룹 제5대 회장 취임
- 2004년 8월 현대 비전 2010 발표
- 2009년 8월 현정은 회장 평양 방문. 북한 김정일 국방위원장 면담
- 2010년 11월 현대건설 인수 우선협상대상자 선정
- 2010년 12월 20일 현대건설 채권단, 현대그룹의 현대건설 인수 우선협상 대상자 지위 박탈.[4]
- 2011년 11월 현대그룹, 현대저축은행 (현 유진저축은행) 인수
- 2013년 12월 현대증권(현 KB증권)·현대저축은행·현대자산운용 매각을 발표
- 2014년 현대로지스틱스 지분을 일본 오릭스가 설립한 이지스일호(SPC)에 매각(오릭스 35%, 롯데그룹 35%, 현대그룹 30% 지분보유)
- 2015년 현대증권 지분을 일본 오릭스에 매각하려다 무산됨.
- 2016년 현대증권·현대자산운용·현대저축은행을 KB금융그룹에 매각
- 2016년 7월 14일 현대상선 계열 분할로 대기업에서 중견기업으로 추락.[5]

## 역대 회장
| 대수  | 성명       | 임기                     | 비고                |
| ----- | ---------- | ------------------------ | ------------------- |
| 제1대 | 정주영     | 1971년 1월 ~ 1987년 1월  | 현대그룹 창업주     |
| 제2대 | 정세영     | 1987년 1월 ~ 1995년 12월 | 현대자동차 회장     |
| 제3대 | 정몽구     | 1996년 1월 ~ 2000년 3월  | 현대자동차그룹 회장 |
| 제4대 | (故)정몽헌 | 1998년 11월 ~ 2000년     | 정주영 5남          |
| 제5대 | 현정은     | 2003년 9월 ~ 현재        | 정몽헌 배우자       |

## 주요 계열사
- 현대엘리베이터(주) - 지주회사 및 승강기 제조회사
- 현대아산(주) - 대북사업(북한 관광, 남북경제협력), 건설(토목, 건축, 플랜트, 주택)
- 현대무벡스(주) - 물류자동화시스템 및 SOC인프라사업(승강장스크린도어 등)
- 현대투자파트너스(주) - 대체투자 펀드, 자원개발
- 현대경제연구원 - 연구, 경영 컨설팅, 교육 연수
- 현대글로벌(주) - 투자사업
- 블룸비스타호텔앤컨퍼런스(주) -구)현대종합연수원(주) - 호텔 겸 연수원 시설
- 현대 GBFMS - 아웃소싱 전문기업

## 로고

1957-1974년 로고
1974-1984년 로고
1984년부터 쓰이고 있는 현재의 로고
2006년부터 쓰이고 있는 한글 로고
1978년부터 1984년까지 쓰이고 있는 한자 로고
1984년부터 쓰이고 있는 한자 로고

## 이전 계열사
- 현대자동차: 1967년 12월 29일에 설립되었다. 1999년에 기아자동차를 인수하였고, 2000년 왕자의 난으로 현대그룹에서 계열분할 됨으로써 현대자동차그룹을 형성하였다.
- 현대중공업: 2002년에 현대그룹에서 계열 분할되어 현대중공업그룹을 형성하였다.
- 현대백화점: 1999년에 현대그룹에서 계열 분할되어 현대백화점그룹을 형성하였다.
- 현대전자: 1983년에 삼성의 반도체를 추월하기 위해 설립되었고 금성사를 제치고 2위를 차지하였고 외환위기 때 구조조정을 실행하여 LG반도체를 인수 후 인수대금 문제로 현대전자의 유동성 위기로 그었고 결국 하이닉스반도체로 변경이 된 후 전문 반도체 기업으로 현대그룹에서 계열 분할되었고, 2012년 3월에는 SK텔레콤이 최대주주가 됨으로써 현재는 SK하이닉스로 변경하였다.
- 현대정보기술: 2010년 12월에 롯데그룹으로 매각하여 롯데정보통신의 산하 회사로 편입되었다.
- 울산방송: 1998년에 인수하였다가 1999년에 계열 분할되어 2018년에 SM그룹에 편입되었다.
- 현대해상: 1999년에 현대그룹에서 계열 분할되어 현대해상화재보험그룹을 형성하였다.
- 현대생명: 2001년 10월 17일 서울중앙지방법원이 파산을 선고하였다.
- 현대 유니콘스: 1995년 9월 태평양 돌핀스를 인수하고 1996년 3월부터 개명하면서 한국 시리즈 4회 우승(1998, 2000, 2003, 2004)을 기록하였으나, 2007년 10월 타 업체와의 매각이 성립되지 않아 공식해체를 결정하였으며, 남아있는 선수들과 코칭 스텝들이 우리 히어로즈로 결성하며 신생창단을 하였다. 그 외에도 남아있는 현대자동차그룹이 KIA 타이거즈 재정관리를 실시하고 있다.
- 청주 현대 하이페리온: 1986년부터 현대중공업 소속의 현대중공업 여자 농구단 → 1990년부터 1998년까지 현대산업개발 소속의 현대산업개발 여자 농구단 → 1998년부터 2004년까지 현대건설 소속의 청주 현대 하이페리온으로 관리하면서 1회 우승(2002 여름)만 기록하다가 2004년 6월에 신한은행으로 매각하면서 안산 신한은행 에스버드(現:인천 신한은행 에스버드)라는 구단명으로 변경하게 만드는 재정 변동 시사를 벌였다.
- 현대시멘트: 1969년 12월 30일 현대건설 시멘트사업부가 분사하여 설립되었다. 1980년 현대그룹에서 계열 분할되었다. 2014년 채권단에 넘어갔다가 2017년 한일시멘트에 인수되었다.
- 현대증권: 2016년에 KB금융그룹으로 매각되어 2017년 1월에 KB투자증권과 현대증권의 흡수 합병에 따라 현재는 KB증권으로 변경하였다.
- 현대상선: 조선.해운업 구조조정으로 인해 계열 분할
- 현대로지스틱스: 2016년 12월에 롯데그룹으로 매각
- HDC현대산업개발: 1986년에 현대그룹 산하의 한국도시개발과 한라건설이 합병되었던 회사, 1999년 8월에 현대그룹에서 계열 분할되어 2018년에 HDC그룹을 형성하였다.

## 같이 보기
- 대한민국의 경제
- 재벌
- 현대자동차